# Цзінь Пуцун
Цзінь Пуцун (кит. трад. 金溥聰, піньїнь: Jīn Pǔcōng, 30 серпня 1956) - тайванський політик маньчжурського походження, чинний генеральний секретар Ради з державної безпеки Китайської Республіки. Раніше обіймав посади генеральний секретар Ради з державної безпеки Китайської Республіки (2014-2015), представник Китайської Республіки в США (2012-2014), генерального секретаря Гоміньдану (2009-2011) та віце-мера Тайбея (2002-2006).
Претендує на походження від маньчжурської імператорської династії Китаю Айсін Ґьоро, чому, однак, відсутнє надійне підтвердження.